# Mountain Park (Gwinnett County, Geòrgia)
Mountain Park és una població dels Estats Units a l'estat de Geòrgia. Segons el cens del 2000 tenia 11.753 habitants.

## Demografia
Segons el cens del 2000, Mountain Park tenia 11.753 habitants, 4.282 habitatges, i 3.378 famílies. La densitat de població era de 782,4 habitants/km².
Dels 4.282 habitatges en un 35,4% hi vivien nens de menys de 18 anys, en un 67% hi vivien parelles casades, en un 8,8% dones solteres, i en un 21,1% no eren unitats familiars. En el 17,7% dels habitatges hi vivien persones soles el 6,7% de les quals corresponia a persones de 65 anys o més que vivien soles. El nombre mitjà de persones vivint en cada habitatge era de 2,73 i el nombre mitjà de persones que vivien en cada família era de 3,1.
Per edats la població es repartia de la següent manera: un 24,5% tenia menys de 18 anys, un 6,7% entre 18 i 24, un 25,7% entre 25 i 44, un 31,2% de 45 a 60 i un 11,8% 65 anys o més.
L'edat mediana era de 41 anys. Per cada 100 dones de 18 o més anys hi havia 92,2 homes.
La renda mediana per habitatge era de 62.892 $ i la renda mediana per família de 70.768 $. Els homes tenien una renda mediana de 47.436 $ mentre que les dones 31.608 $. La renda per capita de la població era de 28.454 $. Entorn del 2,2% de les famílies i el 3,4% de la població estaven per davall del llindar de pobresa.

## Poblacions més properes
El següent diagrama mostra les poblacions més properes.